# Gimnomera hirta
Gimnomera hirta är en tvåvingeart som beskrevs av Friedrich Georg Hendel 1930. Gimnomera hirta ingår i släktet Gimnomera, och familjen kolvflugor. Arten är reproducerande i Sverige.